# The Beginning of Times
Albums de Amorphis
Skyforger
(2009) Circle
(2013)
The Beginning of Times est le dixième album du groupe de metal finlandais Amorphis, sorti en 2011. Il s'agit d'un album-concept, dont le héros est Väinämöinen, du Kalevala, et dont les textes ont été écris par Pekka Kainulainen.

## Sortie
The Beginning of Times est sorti le 25 mai 2011 en Finlande, le 27 mai dans le reste de l'Europe et le 7 juin aux États-Unis.

## Listes des pistes
Toutes les paroles sont écrites par Pekka Kainulainen.
| No  | Titre                      | Musique         | Durée |
| --- | -------------------------- | --------------- | ----- |
| 1.  | Battle for Light           | Santeri Kallio  | 5:35  |
| 2.  | Mermaid                    | Santeri Kallio  | 4:24  |
| 3.  | My Enemy                   | Tomi Koivusaari | 3:25  |
| 4.  | You I Need                 | Santeri Kallio  | 4:22  |
| 5.  | Song of the Sage           | Santeri Kallio  | 5:27  |
| 6.  | Three Words                | Esa Holopainen  | 3:55  |
| 7.  | Reformation                | Esa Holopainen  | 4:33  |
| 8.  | Soothsayer                 | Tomi Koivusaari | 4:09  |
| 9.  | On a Stranded Shore        | Santeri Kallio  | 4:13  |
| 10. | Escape                     | Santeri Kallio  | 3:52  |
| 11. | Crack in a Stone           | Esa Holopainen  | 4:56  |
| 12. | Beginning of Time          | Esa Holopainen  | 5:51  |
| 13. | Heart's Song (piste bonus) | Esa Holopainen  | 4:07  |

## Personnel

### Amorphis
- Tomi Joutsen : chant
- Esa Holopainen : guitare solo
- Tomi Koivusaari : guitare rythmique
- Niclas Etelävuori : basse
- Santeri Kallio : claviers, piano, orgue
- Jan Rechberger : batterie

### Musiciens additionnels
- Savotta Choir : chant additionnel
- Netta Dahlberg : chant additionnel
- Iikka Kahri : flûte, clarinette et saxophone

### Paroles
- Pekka Kainulainen : auteur
- Erkki Virta : traduction

### Production
- Sami Koivisto - ingénieur du son
- Marco Hietala : production du chant
- Mikko Karmila - mixage
- Svante Forsbäck - mastering
- Travis Smith - couverture de l'album
- Stefan de Batselier - photographie
- Thomas Ewerhard - layout